# Торил Марија Оје
Торил Марија Оје (рођена 17. јула 1960) је главни судија Норвешке. 
Рођена је у Ослу,  где је и дипломирала на Правном факултету 1986.  Радила је у Министарству правде и јавне безбедности од 1986. до 2006. Од 1994. је и почасни универзитетски лектор на Универзитету у Ослу. Била је судија Врховног суда од 2004. до 2016. 